# Isale
Isale è un comune del Burundi situato nella provincia di Bujumbura Rurale con 78.740 abitanti (censimento 2008).

## Geografia antropica

### Suddivisioni amministrative
Il comune è suddiviso in 15 colline.